# L-2-hidroksikarboksilat dehidrogenaza (NAD+)
L-2-hidroksikarboksilat dehidrogenaza (+) (EC 1.1.1.337,-sulfolaktat:NAD+ oksidoreduktaza, L-sulfolaktatna dehidrogenaza, (R)-sulfolaktatna dehidrogenaza, L-2-hidroksikiselina dehidrogenaza (+), ComC) je enzim sa sistematskim imenom (2S)-2-hidroksikarboksilat:NAD+ oksidoreduktaza. Ovaj enzim katalizuje sledeću hemijsku reakciju
(2)-2-hidroksikarboksilat + + {\displaystyle \rightleftharpoons } 2-oksokarboksilat + +
Enzim iz arheje Methanocaldococcus jannaschii deluje na višestruke (S)-2-hidroksikarboksilate uključujući (2R)-3-sulfolaktat, (S)-malat, (S)-laktat, i (S)-2-hidroksiglutarat. (2R)-3-sulfolaktat ima istu stereo konfiguraciju kao (2S)-2-hidroksikarboksilati.

## Literatura
- Nicholas C. Price; Lewis Stevens (1999). Fundamentals of Enzymology: The Cell and Molecular Biology of Catalytic Proteins (Third изд.). USA: Oxford University Press. ISBN 019850229X.
- Eric J. Toone (2006). Advances in Enzymology and Related Areas of Molecular Biology, Protein Evolution (Volume 75 изд.). Wiley-Interscience. ISBN 0471205036.
- Branden C; Tooze J. Introduction to Protein Structure. New York, NY: Garland Publishing. ISBN 0-8153-2305-0.
- Irwin H. Segel. Enzyme Kinetics: Behavior and Analysis of Rapid Equilibrium and Steady-State Enzyme Systems (Book 44 изд.). Wiley Classics Library. ISBN 0471303097.

## Spoljašnje veze
- L-2-hydroxycarboxylate+dehydrogenase+(NAD+) на 